# 蚁美厚

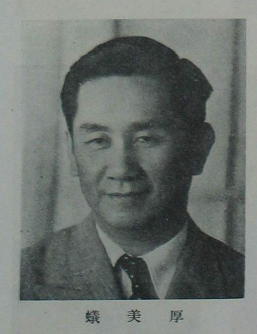

蚁美厚（1909年11月23日—1994年5月29日），原名美扬，泰文名蒙昆·喃达蓬（意为“大海予我福禧”），广东澄海人，泰国侨领。

## 生平
蚁美厚于1922年被旅泰侨领蚁光炎认领为义侄并改名美厚。1925岁时他跟随蚁光炎前往泰国经商。1936年蚁光炎出任泰国中华总商会主席后，他成为其重要助手。抗日战争期间参加暹罗华侨各界抗日联合总会。1939年出任泰国中华总商会常委。1945年创办暹罗华侨各界建国救乡联合总会并任会长。1946年與好友葉銘譽、黃聲、馮劍南、吳仁安、盧靜子等十餘人参与组建中国民主同盟泰国支部。為促進祖國走向和平、團結、民主、統一， 積極配合中國共產黨主導的一系列愛國民主運動，帶領僑胞在海外掀起反內戰、反獨裁鬥爭。1949年回到中国出席中国人民政治协商会议第一届全体会议，后当选全国政协委员。
中华人民共和国成立后，担任中央人民政府华侨事务委员会委员、广东省政协副主席、广东省华侨事务委员会副主任、全国工商联常委、中国民主同盟广东省委常委等职。他还在广州成立华南企业股份有限公司、义益行、广东华侨投资公司等企业。1977年起，又历任广东省人大常委会副主任、华侨委员会主任、全国侨联副主席等职。1994年逝世。

## 家庭
蚁美厚于1940年与金素娟成婚。他们共育有三子、三女：
- 长女：蚁鸽，丈夫张恭泰曾任广东省侨联副主席
- 次女：蚁燕
- 三女：蚁莺
- 长子：蚁民，泰国侨领，曾任泰国总理顾问、泰中文化经济协会副会长
- 次子：蚁驼
- 三子：蚁狮